# Sonata marymoncka
Sonata marymoncka – nieukończona powieść Marka Hłaski, pisana w 1951, a opublikowana w roku 1982. Utwór opowiada o losach Ryśka Lewandowskiego, przedwojennego chuligana, który po wojnie rozpoczyna pracę w bazie transportowej, gdzie dokonuje się jego ideologiczny zwrot w stronę komunizmu.
Pierwsza wersja Sonaty marymonckiej powstała w drugiej połowie 1952 roku. Hłasko przedstawił ją do oceny Bohdanowi Czeszce, ten jednak zgłosił szereg zastrzeżeń do utworu. Pisarz przerabiał i poprawiał powieść aż do 1956 roku, publikując w czasopismach jej kolejne fragmenty. W 1954 roku ukazały się: Noc nad piękną rzeką („Przedpole”), Złota jesień („Przegląd Kulturalny”) oraz Szkoła („Nowa Kultura”). W 1956 opublikowano natomiast Głód („Po prostu”) oraz Wilk („Sztandar Młodych”). W wersji książkowej powieść wydano w 1982 roku, na podstawie posiadanych przez matkę pisarza rękopisów.
Za oficjalny debiut Hłaski uważa się jego drugie dzieło – Bazę Sokołowską, również z 1951, według niektórych świadectw krytycznych będące domniemanym fragmentem Sonaty marymonckiej. Potwierdził to zresztą sam autor w Pięknych dwudziestoletnich w 1966. Napisał tam: W tym czasie przepisałem książkę Rybakowa pod tytułem „Kierowcy”, podpisałem ją swoim nazwiskiem, nazwałem „Baza Sokołowska” i zaniosłem do Związku Literatów. Według Bogdana Rudnickiego Hłasko grał rolę literackiego plagiatora, będąc artystą całkowicie samodzielnym.